# Eofringillirostrum
Eofringillirostrum — викопний рід горобцеподібних птахів, що існував у ранньому еоцені (53,5 — 48,5 млн років тому). Викопні рештки представників роду знайдено у відкладеннях формації Грін Рівер (США) та у кар'єрі Мессель (Німеччина).

## Опис
Птахи схожі на в'юрків та близькі до базального роду Psittacopes. Тіло завдовжки 11 см, вагою 10 г. Дзьоб призначений для живлення насінням. Коротка верхня частина дзьоба конічної форми, яка звужувалася до тонкого кінчика.

## Види
- Eofringillirostrum boudreauxi, жив в епоху середнього еоцену, близько 52 млн років тому. Виявлений у формації Грін Рівер у Вайомінгу.
- Eofringillirostrum parvulum, рештки були знайдені у Мессельському кар'єрі на південному заході Німеччини. Жив близько 48 млн років тому.